# Dialetto sassone di Transilvania
Il dialetto sassone di Transilvania (nome nativo Siweberjesch Såksesch, in tedesco Siebenbürgisch-Sächsisch) è un dialetto che deriva dal dialetto mosellano, parlato in Romania.
La maggioranza dei locutori sono tedeschi che vivono in Transilvania; essi sono chiamati appunto sassoni di Transilvania.

## Esempio di lingua
De Råch

Hië ritt berjuëf, hië ritt berjåff,
bäs e se un em Brånnen tråf.
Geaden Dåch, geaden Dåch, ir läf Härrn,
nea wäll ich met ech riëde gärn!
Wat huët ech menj Fra uch Känjd gedon,
dåt ir mer se huët nedergeschlon?
Wat huët ech dä jang Easchuld gedon,
dåt sä nea stiindiut äm Iëren lån?
Den enen stauch hië vum Ruëß eruëf
diëm åndren schleach e det Hiift em uëf.
Dien drätten spålt e wä en Fäsch,
der viert lef än den gränen Bäsch.
Net ener wul do bläiwe stohn,
net ener wul an Åntwert son.
Hië ritt dohänne mät fräschem Meat,
esi bezuëlt em de Fånden geat.
| Controllo di autorità | GND (DE) 4135687-1 |